# Papamosques de Mindanao
El papamosques de Mindanao (Vauriella goodfellowi) és una espècie d'ocell de la família dels muscicàpids (Muscicapidae) endèmica de l'illa de Mindanao, a les Filipines. El seu hàbitat natural són els boscos tropicals i subtropicals de frondoses humits de l'estatge montà. Es troba amenaçat per la pèrdua d'habitat i el seu estat de conservació es considera gairebé amenaçat.